# 9983 Rickfienberg
9983 Rickfienberg là một tiểu hành tinh vành đai chính. Nó bay quanh Mặt Trời theo chu kỳ 4.45 năm.
Được phát hiện ngày 19 tháng 2 năm 1995 bởi Dennis di Cicco, Tên chỉ định của nó là 1995 DA. It was later renamed 9983 Rickfienberg after Richard Tresch Fienberg, the editor thuộc Sky & Telescope ở the time.